# Nemetin
Nemetin – wieś w Chorwacji, w żupanii osijecko-barańskiej, w mieście Osijek. W 2011 roku liczyła 139 mieszkańców.